# Actel
Actel est un fabricant de solutions FPGA
Actel est surtout connu pour ses FPGA anti-fusibles et pour ses FPGA FLASH. 
La maison mère est à Mountain View, Californie, avec des antennes dans le New Jersey, en Allemagne, en France, en Inde et en Irlande.